# Liste des cantons de la Gironde

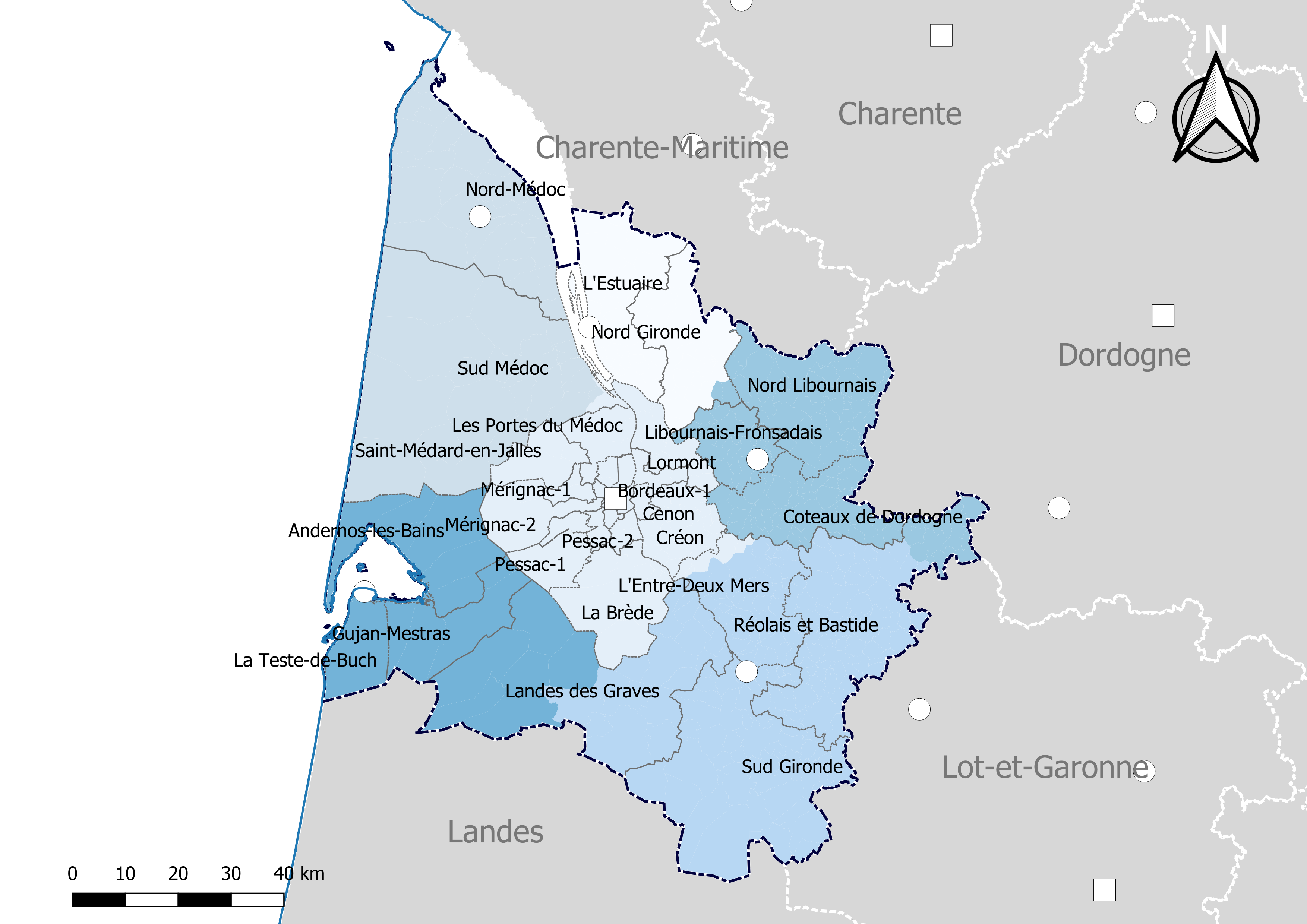
Découpage cantonal aujourd'hui du département de la Gironde, avec en surimpression les arrondissements (en nuances de bleu).

Découpage cantonal aujourd'hui de la commune de Bordeaux.

Le département de la Gironde compte 33 cantons depuis le redécoupage cantonal de 2014, répartis entre six arrondissements. Entre 1982 et 2014 le département a compté jusqu'à 63 cantons.

## Histoire

### Avant 1926
En 1902, le département de la Gironde comporte 49 cantons.

### De 1926 à 1942
En 1926, les arrondissements de Lesparre et de La Réole sont supprimés. De plus, l'arrondissement de Bazas devient l'arrondissement de Langon à la suite du transfert de la sous-préfecture de Bazas à Langon.

### De 1942 à 1973
En 1942, l'arrondissement de Lesparre-Médoc est rétabli. En 1957, le canton de Mérignac est créé à partir du canton de Pessac.

### De 1973 à 1982
En 1973, six nouveaux cantons sont créés dans l'agglomération bordelaise : Bègles, Bordeaux-8, Le Bouscat, Cenon, Talence et Villenave-d'Ornon.

### De 1982 à 2005
À la suite du découpage cantonal de 1982, de nouveaux cantons sont créés : Floirac, Gradignan, Lormont, Saint-Médard-en-Jalles, Mérignac-1 et Mérignac-2 en remplacement de Mérignac, et Pessac-1 et Pessac-2 en remplacement de Pessac.
La répartition des 63 cantons du département de la Gironde par arrondissement devient la suivante :
- Arrondissement de Blaye (4 cantons - sous-préfecture : Blaye) :
canton de Blaye - canton de Bourg - canton de Saint-Ciers-sur-Gironde - canton de Saint-Savin (Gironde)
- Arrondissement de Bordeaux (33 cantons - préfecture : Bordeaux) :
canton d'Arcachon - canton d'Audenge - canton de Bègles - canton de Belin-Béliet - canton de Blanquefort - canton de Bordeaux-1 - canton de Bordeaux-2 - canton de Bordeaux-3 - canton de Bordeaux-4 - canton de Bordeaux-5 - canton de Bordeaux-6 - canton de Bordeaux-7 - canton de Bordeaux-8 - canton du Bouscat - canton de la Brède - canton de Cadillac - canton de Carbon-Blanc - canton de Castelnau-de-Médoc - canton de Cenon - canton de Créon - canton de Floirac - canton de Gradignan - canton de Lormont - canton de Mérignac-1 - canton de Mérignac-2 - canton de Pessac-1 - canton de Pessac-2 - canton de Podensac - canton de Saint-André-de-Cubzac - canton de Saint-Médard-en-Jalles - canton de Talence - canton de la Teste-de-Buch - canton de Villenave-d'Ornon
- Arrondissement de Langon (13 cantons - sous-préfecture : Langon) :
canton d'Auros - canton de Bazas - canton de Captieux - canton de Grignols - canton de Langon - canton de Monségur - canton de Pellegrue - canton de la Réole - canton de Saint-Macaire - canton de Saint-Symphorien - canton de Sauveterre-de-Guyenne - canton de Targon - canton de Villandraut
- Arrondissement de Lesparre-Médoc (4 cantons - sous-préfecture : Lesparre-Médoc) :
canton de Lesparre-Médoc - canton de Pauillac - canton de Saint-Laurent-Médoc - canton de Saint-Vivien-de-Médoc
- Arrondissement de Libourne (9 cantons - sous-préfecture : Libourne) :
canton de Branne - canton de Castillon-la-Bataille - canton de Coutras - canton de Fronsac - canton de Guîtres - canton de Libourne - canton de Lussac - canton de Pujols - canton de Sainte-Foy-la-Grande

### Modifications d'arrondissements en 2006 et 2007
Des modifications intervenues le 22 mars 2006 ont largement réduit la superficie de l'arrondissement de Bordeaux, qui était de loin le plus étendu : quatre cantons sont rattachés à des arrondissements voisins (Saint-André-de-Cubzac vers l'arrondissement de Blaye ; Cadillac et Podensac vers l'arrondissement de Langon ; Castelnau-de-Médoc vers l'arrondissement de Lesparre-Médoc), puis quatre autres (Arcachon, Audenge, Belin-Béliet et La Teste-de-Buch) sont détachés pour former le nouvel arrondissement d'Arcachon à compter du 1er janvier 2007.

### Période 2007 à 2014

Carte des cantons de la Gironde de 2007 à 2014.

Au 1er janvier 2007, l'arrondissement d'Arcachon est effectif. La répartition devient la suivante :
- Arrondissement d'Arcachon (4 cantons - sous-préfecture : Arcachon) :
canton d'Arcachon - canton d'Audenge - canton de Belin-Béliet - canton de La Teste-de-Buch
- Arrondissement de Blaye (5 cantons - sous-préfecture : Blaye) :
canton de Blaye - canton de Bourg - canton de Saint-André-de-Cubzac - canton de Saint-Ciers-sur-Gironde - canton de Saint-Savin (Gironde)
- Arrondissement de Bordeaux (25 cantons - préfecture : Bordeaux) :
 canton de Bègles - canton de Blanquefort - canton de Bordeaux-1 - canton de Bordeaux-2 - canton de Bordeaux-3 - canton de Bordeaux-4 - canton de Bordeaux-5 - canton de Bordeaux-6 - canton de Bordeaux-7 - canton de Bordeaux-8 - canton du Bouscat - canton de La Brède - canton de Carbon-Blanc - canton de Cenon - canton de Créon - canton de Floirac - canton de Gradignan - canton de Lormont - canton de Mérignac-1 - canton de Mérignac-2 - canton de Pessac-1 - canton de Pessac-2 - canton de Saint-Médard-en-Jalles - canton de Talence - canton de Villenave-d'Ornon
- Arrondissement de Langon (15 cantons - sous-préfecture : Langon) :
canton d'Auros - canton de Bazas - canton de Cadillac - canton de Captieux - canton de Grignols - canton de Langon - canton de Monségur - canton de Pellegrue - canton de Podensac - canton de La Réole - canton de Saint-Macaire - canton de Saint-Symphorien - canton de Sauveterre-de-Guyenne - canton de Targon - canton de Villandraut
- Arrondissement de Lesparre-Médoc (5 cantons - sous-préfecture : Lesparre-Médoc) :
canton de Castelnau-de-Médoc - canton de Lesparre-Médoc - canton de Pauillac - canton de Saint-Laurent-Médoc - canton de Saint-Vivien-de-Médoc
- Arrondissement de Libourne (9 cantons - sous-préfecture : Libourne) :
canton de Branne - canton de Castillon-la-Bataille - canton de Coutras - canton de Fronsac - canton de Guîtres - canton de Libourne - canton de Lussac - canton de Pujols - canton de Sainte-Foy-la-Grande

### Redécoupage cantonal de 2014

Carte des 33 cantons de Gironde à partir 2014 (sur fond des 6 arrondissements en couleur).

Dans la poursuite de la réforme territoriale engagée en 2010, l'Assemblée nationale adopte définitivement le 17 avril 2013 la réforme du mode de scrutin pour les élections départementales destinée à garantir la parité hommes/femmes. Les lois (loi organique 2013-402 et loi 2013-403) sont promulguées le 17 mai 2013. Un nouveau découpage territorial est défini par décret du 20 février 2014 pour le département de la Gironde. Celui-ci entre en vigueur lors du premier renouvellement général des assemblées départementales suivant la publication du décret, prévu en mars 2015, remplaçant les élections cantonales de 2014 et 2017. Les conseillers départementaux sont élus au scrutin majoritaire binominal mixte. Les électeurs de chaque canton éliront au Conseil départemental, nouvelle appellation des Conseils généraux, deux membres de sexe différent, qui se présenteront en binôme de candidats. Les conseillers départementaux seront élus pour 6 ans au scrutin binominal majoritaire à deux tours, l'accès au second tour nécessitant 10 % des inscrits au 1er tour. En outre la totalité des conseillers départementaux est renouvelée.
Ce nouveau mode de scrutin nécessite un redécoupage des cantons dont le nombre est divisé par deux avec arrondi à l'unité impaire supérieure si ce nombre n'est pas entier impair et avec des conditions de seuils minimaux. Dans la Gironde le nombre de cantons passe ainsi de 63 à 33.
Les critères du remodelage cantonal sont les suivants : le territoire de chaque canton doit être défini sur des bases essentiellement démographiques, le territoire de chaque canton doit être continu et les communes de moins de 3 500 habitants sont entièrement comprises dans le même canton. Il n’est fait référence, ni aux limites des arrondissements, ni à celles des circonscriptions législatives.
Conformément à de multiples décisions du Conseil constitutionnel depuis 1985 et notamment sa décision no 2010-618 DC du 9 décembre 2010, il est admis que le principe d’égalité des électeurs au regard des critères démographiques est respecté lorsque le ratio conseiller/habitant de la circonscription est compris dans une fourchette de 20 % de part et d'autre du ratio moyen conseiller/habitant du département. Pour le département de la Gironde, la population de référence est la population légale en vigueur au 1er janvier 2013, à savoir la population millésimée 2010, soit 1 449 245 habitants. Avec 33 cantons la population moyenne par conseiller départemental est de 43 917 habitants. Ainsi la population de chaque nouveau canton doit-elle être comprise entre 35 133 habitants et 52 700 habitants pour respecter le principe de l'égalité citoyenne au vu des critères démographiques.

### Décret de 2019
Pour tenir compte de la création de plusieurs communes nouvelles depuis 2014, un décret pris en novembre 2019, actualise celui de 2014.

## Composition actuelle

### Composition détaillée
| N° | Nom du Canton              | Bureau centralisateur  | Population 2010            | Écart /moyenne | Nombre de communes entières | Communes composant le canton |
| -- | -------------------------- | ---------------------- | -------------------------- | -------------- | --------------------------- | --- |
| 1  | Andernos-les-Bains         | Andernos-les-Bains     | 46 337                     | 1,06           | 6                           | Andernos-les-Bains, Arès, Audenge, Biganos, Lanton, Lège-Cap-Ferret. |
| 2  | Bordeaux-1                 | Bordeaux               | fraction Bordeaux          |                | fraction Bordeaux           | Partie de la commune de Bordeaux située à l'intérieur d'un périmètre défini par l'axe des voies et limites suivantes la Garonne, place Jean-Jaurès, cours du Chapeau-Rouge, cours de l'Intendance, rue Vital-Carles, place Pey-Berland, rue des Frères-Bonie, cours d'Albret, rue Joseph-de-Carayon-Latour, rue du Colonel-Jean-Fleuret, rue Marguerite-Crauste, rue François-de-Sourdis, rue Fernand-Audeguil, rue de Pessac, jusqu'à la limite territoriale de la commune de Talence, boulevard George-V, place Louis-Barthou, cours de l'Argonne, rue Bertrand-de-Goth jusqu'au numéro 130 inclus, impasse Elvina-Sivan, cours de la Somme, rue Saint-Nicolas, rue Brian, cours de l'Argonne, place de la Victoire, rue Élie-Gintrac, place des Capucins, rue Clare, rue du Hamel, place Léon-Duguit, rue de la Porte-de-la-Monnaie, la Garonne. |
| 3  | Bordeaux-2                 | Bordeaux               | fraction Bordeaux          |                | fraction Bordeaux           | Partie de la commune de Bordeaux située à l'intérieur d'un périmètre défini par l'axe des voies et des limites suivantes : depuis la limite territoriale de la commune du Bouscat, rue de la Croix-de-Seguey, rue Labottière, rue Camille-Godard, rue Mandron, rue de la Course, rue d'Aviau, cours de Verdun, cours Xavier-Arnozan, place Lainé, la Garonne du droit de la place Lainé jusqu'au droit du cours du Chapeau-Rouge, cours du Chapeau-Rouge, cours de l'Intendance, rue Vital-Carles, place Pey-Berland, rue des Frères-Bonie, cours d'Albret, rue Joseph-de-Carayon-Latour, rue Jean-Fleuret, rue Marguerite-Crauste, rue François-de-Sourdis, rue Fernand-Audeguil, rue de Pessac, cours du Maréchal-Gallieni, jusqu'à la limite territoriale de la commune de Pessac, limites territoriales des communes de Pessac et de Mérignac, rue de la Pelouse-de-Douet, place Amélie-Raba-Léon, rue Frantz-Despagnet, boulevard Antoine-Gautier, boulevard du Président-Wilson, jusqu'à la rue de la Croix-de-Seguey. |
| 4  | Bordeaux-3                 | Bordeaux               | fraction Bordeaux          |                | fraction Bordeaux           | Partie de la commune de Bordeaux située à l'ouest de l'axe des voies et limites suivantes : depuis la limite territoriale de la commune du Bouscat, boulevard du Président-Wilson, boulevard Antoine-Gautier, rue Frantz-d'Espagnet, place Amélie-Raba-Léon, rue de la Pelouse-de-Douet jusqu'à la limite territoriale de la commune de Mérignac. |
| 5  | Bordeaux-4                 | Bordeaux               | fraction Bordeaux          |                | fraction Bordeaux           | Partie de la commune de Bordeaux située rive gauche de la Garonne et au nord de l'axe des voies et limites suivantes : rue de la Croix-de-Seguey, rue Labottière, rue Camille-Godard, rue Mandron, rue de la Course, rue d'Aviau, cours de Verdun, cours Xavier-Arnozan, place Lainé jusqu'au quai Louis-XVIII et au croisement de la rue Esprit-des-Lois, la Garonne. |
| 6  | Bordeaux-5                 | Bordeaux               | fraction Bordeaux          |                | fraction Bordeaux           | Partie de la commune de Bordeaux non incluse dans les cantons de Bordeaux-1, Bordeaux-2, Bordeaux-3 et Bordeaux-4. |
| 7  | Le Bouscat                 | Bouscat                | 37 998                     | 0,87           | 2                           | Bruges, Le Bouscat. |
| 8  | La Brède                   | La Brède               | 36 841                     | 0,84           | 13                          | Ayguemorte-les-Graves, Beautiran, La Brède, Cabanac-et-Villagrains, Cadaujac, Castres-Gironde, Isle-Saint-Georges, Léognan, Martillac, Saint-Médard-d'Eyrans, Saint-Morillon, Saint-Selve, Saucats. |
| 9  | Cenon                      | Cenon                  | 41 550                     | 0,95           | 3                           | Bouliac, Cenon, Floirac. |
| 10 | Les Coteaux de Dordogne    | Castillon-la-Bataille  | 36 489                     | 0,83           | 51                          | Baron, Belvès-de-Castillon, Bossugan, Branne, Cabara, Camiac-et-Saint-Denis, Castillon-la-Bataille, Civrac-sur-Dordogne, Coubeyrac, Daignac, Dardenac, Doulezon, Espiet, Flaujagues, Gardegan-et-Tourtirac, Génissac, Gensac, Grézillac, Guillac, Jugazan, Juillac, Lugaignac, Mouliets-et-Villemartin, Moulon, Naujan-et-Postiac, Nérigean, Pessac-sur-Dordogne, Pujols, Rauzan, Saint-Aubin-de-Branne, Saint-Émilion, Saint-Étienne-de-Lisse, Saint-Genès-de-Castillon, Saint-Germain-du-Puch, Saint-Hippolyte, Saint-Jean-de-Blaignac, Saint-Laurent-des-Combes, Saint-Magne-de-Castillon, Saint-Pey-d'Armens, Saint-Pey-de-Castets, Saint-Philippe-d'Aiguille, Saint-Quentin-de-Baron, Saint-Sulpice-de-Faleyrens, Saint-Vincent-de-Pertignas, Sainte-Colombe, Sainte-Florence, Sainte-Radegonde, Sainte-Terre, Les Salles-de-Castillon, Tizac-de-Curton, Vignonet. |
| 11 | Créon                      | Créon                  | 42 875                     | 0,98           | 23                          | Baurech, Bonnetan, Camarsac, Cambes, Camblanes-et-Meynac, Carignan-de-Bordeaux, Cénac, Créon, Croignon, Cursan, Fargues-Saint-Hilaire, Latresne, Lignan-de-Bordeaux, Loupes, Madirac, Pompignac, Le Pout, Quinsac, Sadirac, Saint-Caprais-de-Bordeaux, Saint-Genès-de-Lombaud, Sallebœuf, Tresses. |
| 12 | L'Entre-deux-Mers          | Cadillac               | 36 150                     | 0,82           | 56                          | Baigneaux, Béguey, Bellebat, Bellefond, Blésignac, Cadillac, Capian, Cardan, Caudrot, Cessac, Coirac, Courpiac, Donzac, Escoussans, Faleyras, Frontenac, Gabarnac, Gornac, Haux, Ladaux, Langoiran, Laroque, Lestiac-sur-Garonne, Loupiac, Lugasson, Martres, Monprimblanc, Montignac, Mourens, Omet, Paillet, Le Pian-sur-Garonne, Porte-de-Benauge, Rions, Romagne, Saint-André-du-Bois, Saint-Germain-de-Grave, Saint-Laurent-du-Bois, Saint-Laurent-du-Plan, Saint-Léon, Saint-Macaire, Saint-Maixant, Saint-Martial, Saint-Martin-de-Sescas, Saint-Pierre-d'Aurillac, Saint-Pierre-de-Bat, Sainte-Croix-du-Mont, Sainte-Foy-la-Longue, La Sauve, Semens, Soulignac, Tabanac, Targon, Le Tourne, Verdelais, Villenave-de-Rions. |
| 13 | L'Estuaire                 | Blaye                  | 40 101                     | 0,91           | 38                          | Anglade, Bayon-sur-Gironde, Berson, Blaye, Bourg, Braud-et-Saint-Louis, Campugnan, Cars, Cartelègue, Comps, Étauliers, Eyrans, Fours, Gauriac, Lansac, Mazion, Mombrier, Plassac, Pleine-Selve, Prignac-et-Marcamps, Pugnac, Reignac, Saint-Androny, Saint-Aubin-de-Blaye, Saint-Ciers-de-Canesse, Saint-Ciers-sur-Gironde, Saint-Genès-de-Blaye, Saint-Martin-Lacaussade, Saint-Palais, Saint-Paul, Saint-Seurin-de-Bourg, Saint-Seurin-de-Cursac, Saint-Trojan, Samonac, Tauriac, Teuillac, Val-de-Livenne, Villeneuve. |
| 14 | Gujan-Mestras              | Gujan-Mestras          | 37 411                     | 0,85           | 4                           | Gujan-Mestras, Marcheprime, Mios, Le Teich. |
| 15 | Les Landes des Graves      | Salles                 | 40 896                     | 0,93           | 25                          | Arbanats, Balizac, Le Barp, Barsac, Belin-Béliet, Budos, Cérons, Guillos, Hostens, Illats, Landiras, Louchats, Lugos, Origne, Podensac, Portets, Preignac, Pujols-sur-Ciron, Saint-Léger-de-Balson, Saint-Magne, Saint-Michel-de-Rieufret, Saint-Symphorien, Salles, Le Tuzan, Virelade. |
| 16 | Le Libournais-Fronsadais   | Libourne               | 51 235                     | 1,17           | 24                          | Arveyres, Asques, Les Billaux, Cadarsac, Cadillac-en-Fronsadais, Fronsac, Galgon, Izon, Lalande-de-Pomerol, La Lande-de-Fronsac, Libourne, Lugon-et-l'Île-du-Carnay, Mouillac, Pomerol, La Rivière, Saillans, Saint-Aignan, Saint-Germain-de-la-Rivière, Saint-Michel-de-Fronsac, Saint-Romain-la-Virvée, Tarnès, Vayres, Vérac, Villegouge. |
| 17 | Lormont                    | Lormont                | 39 255                     | 0,89           | 5                           | Artigues-près-Bordeaux, Bassens, Lormont, Montussan, Yvrac. |
| 18 | Mérignac-1                 | Mérignac               | 8 933 + fraction Mérignac  |                | 1 + fraction Mérignac       | 1° La commune suivante : Le Haillan. 2° La partie de la commune de Mérignac située au nord d'une ligne définie par l'axe des voies suivantes : avenue d'Arès, avenue de Mérignac, rue Alfred-de-Musset, avenue de la Marne, rue Alfred-de-Vigny, avenue des Eyquems, avenue de Belfort, avenue de la Somme, avenue du Président-John-Fitzgerald-Kennedy. |
| 19 | Mérignac-2                 | Mérignac               | 14 193 + fraction Mérignac |                | 2 + fraction Mérignac       | 1° Les communes suivantes : Martignas-sur-Jalle, Saint-Jean-d'Illac. 2° La partie de la commune de Mérignac non incluse dans le canton de Mérignac-1. |
| 20 | Le Nord-Gironde            | Saint-André-de-Cubzac  | 45 180                     | 1,03           | 26                          | Cavignac, Cézac, Civrac-de-Blaye, Cubnezais, Cubzac-les-Ponts, Donnezac, Gauriaguet, Générac, Laruscade, Marcenais, Marsas, Périssac, Peujard, Saint-André-de-Cubzac, Saint-Christoly-de-Blaye, Saint-Genès-de-Fronsac, Saint-Gervais, Saint-Girons-d'Aiguevives, Saint-Laurent-d'Arce, Saint-Mariens, Saint-Savin, Saint-Vivien-de-Blaye, Saint-Yzan-de-Soudiac, Saugon, Val de Virvée, Virsac. |
| 21 | Le Nord-Libournais         | Coutras                | 47 243                     | 1,08           | 38                          | Abzac, Les Artigues-de-Lussac, Bayas, Bonzac, Camps-sur-l'Isle, Chamadelle, Coutras, Les Églisottes-et-Chalaures, Le Fieu, Francs, Gours, Guîtres, Lagorce, Lapouyade, Lussac, Maransin, Montagne, Néac, Les Peintures, Petit-Palais-et-Cornemps, Porchères, Puisseguin, Puynormand, Sablons, Saint-Antoine-sur-l'Isle, Saint-Christophe-de-Double, Saint-Christophe-des-Bardes, Saint-Cibard, Saint-Ciers-d'Abzac, Saint-Denis-de-Pile, Saint-Martin-de-Laye, Saint-Martin-du-Bois, Saint-Médard-de-Guizières, Saint-Sauveur-de-Puynormand, Saint-Seurin-sur-l'Isle, Savignac-de-l'Isle, Tayac, Tizac-de-Lapouyade. |
| 22 | Le Nord-Médoc              | Lesparre-Médoc         | 39 157                     | 0,89           | 28                          | Bégadan, Blaignan-Prignac, Cissac-Médoc, Civrac-en-Médoc, Couquèques, Gaillan-en-Médoc, Grayan-et-l'Hôpital, Jau-Dignac-et-Loirac, Lesparre-Médoc, Naujac-sur-Mer, Ordonnac, Pauillac, Queyrac, Saint-Christoly-Médoc, Saint-Estèphe, Saint-Germain-d'Esteuil, Saint-Julien-Beychevelle, Saint-Sauveur, Saint-Seurin-de-Cadourne, Saint-Vivien-de-Médoc, Saint-Yzans-de-Médoc, Soulac-sur-Mer, Talais, Valeyrac, Vendays-Montalivet, Vensac, Le Verdon-sur-Mer, Vertheuil. |
| 23 | Pessac-1                   | Pessac                 | 21 462 + fraction Pessac   |                | 2 + fraction Pessac         | 1° Les communes suivantes : Canéjan, Cestas. 2° La partie de la commune de Pessac située à l'ouest et au sud d'une ligne définie par l'axe des voies suivantes : depuis la limite territoriale de la commune de Mérignac, rue Albert-Laurenson, avenue de Noès, avenue du Pont-de-l'Orient, allée des Primevères, rue Pierre-Rambaud, rue du Merlot, chemin du Haut-Brana, rue du Plateau-de-Noès, avenue du Docteur-Nancel-Pénard, avenue Paul-Montaigne, rue Larouillat, avenue Pasteur, allée Challier, ligne droite dans le prolongement de l'allée Challier jusqu'à la voie de chemin de fer jusqu'à hauteur du numéro 1 de l'allée des Cyprès, allée des Cyprès jusqu'au croisement de l'avenue de la Châtaigneraie, avenue de la Châtaigneraie, avenue Arago, rond-point de l'avenue Arago, avenue de Canéjan, rond-point de l'avenue Canéjan, avenue Canéjan, autoroute A 630, jusqu'à la limite territoriale de la commune de Gradignan. |
| 24 | Pessac-2                   | Pessac                 | 23 063 + fraction Pessac   |                | 1 + fraction Pessac         | 1° La commune suivante : Gradignan. 2° La partie de la commune de Pessac non incluse dans le canton de Pessac-1. |
| 25 | Les Portes du Médoc        | Eysines                | 52 058                     | 1,19           | 5                           | Blanquefort, Eysines, Ludon-Médoc, Parempuyre, Le Pian-Médoc. |
| 26 | La Presqu'île              | Ambarès-et-Lagrave     | 45 091                     | 1,03           | 9                           | Ambarès-et-Lagrave, Ambès, Beychac-et-Caillau, Carbon-Blanc, Saint-Loubès, Saint-Louis-de-Montferrand, Saint-Sulpice-et-Cameyrac, Saint-Vincent-de-Paul, Sainte-Eulalie. |
| 27 | Le Réolais et Les Bastides | Pineuilh               | 36 439                     | 0,83           | 89                          | Aillas, Auriolles, Auros, Bagas, Barie, Bassanne, Berthez, Blaignac, Blasimon, Bourdelles, Brannens, Brouqueyran, Camiran, Caplong, Casseuil, Castelmoron-d'Albret, Castelviel, Caumont, Cazaugitat, Cleyrac, Coimères, Cours-de-Monségur, Coutures, Daubèze, Dieulivol, Les Esseintes, Eynesse, Floudès, Fontet, Fossès-et-Baleyssac, Gironde-sur-Dropt, Hure, Lados, Lamothe-Landerron, Landerrouat, Landerrouet-sur-Ségur, Les Lèves-et-Thoumeyragues, Ligueux, Listrac-de-Durèze, Loubens, Loupiac-de-la-Réole, Margueron, Massugas, Mauriac, Mérignas, Mesterrieux, Mongauzy, Monségur, Montagoudin, Morizès, Neuffons, Noaillac, Pellegrue, Pineuilh, Pondaurat, Le Puy, Puybarban, La Réole, Rimons, Riocaud, Roquebrune, La Roquille, Ruch, Saint-André-et-Appelles, Saint-Antoine-du-Queyret, Saint-Avit-de-Soulège, Saint-Avit-Saint-Nazaire, Saint-Brice, Saint-Exupéry, Saint-Ferme, Saint-Hilaire-de-la-Noaille, Saint-Hilaire-du-Bois, Saint-Martin-de-Lerm, Saint-Martin-du-Puy, Saint-Michel-de-Lapujade, Saint-Philippe-du-Seignal, Saint-Quentin-de-Caplong, Saint-Sève, Saint-Sulpice-de-Guilleragues, Saint-Sulpice-de-Pommiers, Saint-Vivien-de-Monségur, Sainte-Foy-la-Grande, Sainte-Gemme, Sauveterre-de-Guyenne, Savignac, Sigalens, Soussac, Taillecavat. |
| 28 | Saint-Médard-en-Jalles     | Saint-Médard-en-Jalles | 43 004                     | 0,98           | 3                           | Saint-Aubin-de-Médoc, Saint-Médard-en-Jalles, Le Taillan-Médoc. |
| 29 | Le Sud-Gironde             | Langon                 | 38 572                     | 0,88           | 50                          | Aubiac, Bazas, Bernos-Beaulac, Bieujac, Birac, Bommes, Bourideys, Captieux, Castets et Castillon, Cauvignac, Cazalis, Cazats, Cours-les-Bains, Cudos, Escaudes, Fargues, Gajac, Gans, Giscos, Goualade, Grignols, Labescau, Langon, Lartigue, Lavazan, Léogeats, Lerm-et-Musset, Lignan-de-Bazas, Lucmau, Marimbault, Marions, Masseilles, Mazères, Le Nizan, Noaillan, Pompéjac, Préchac, Roaillan, Saint-Côme, Saint-Loubert, Saint-Michel-de-Castelnau, Saint-Pardon-de-Conques, Saint-Pierre-de-Mons, Sauternes, Sauviac, Sendets, Sillas, Toulenne, Uzeste, Villandraut. |
| 30 | Le Sud-Médoc               | Lacanau                | 46 975                     | 1,07           | 22                          | Arcins, Arsac, Avensan, Brach, Carcans, Castelnau-de-Médoc, Cussac-Fort-Médoc, Hourtin, Labarde, Lacanau, Lamarque, Listrac-Médoc, Macau, Margaux-Cantenac, Moulis-en-Médoc, Le Porge, Saint-Laurent-Médoc, Sainte-Hélène, Salaunes, Saumos, Soussans, Le Temple. |
| 31 | Talence                    | Talence                | 40 600 + fraction Bègles   |                | 1 + fraction Bègles         | Talence. 2° La partie de la commune de Bègles située à l'ouest d'une ligne définie par l'axe des voies suivantes : ligne de chemin de fer, avenue du Professeur-Bergonié, rue Ferdinand-Buisson, avenue Saint-Paulin, rue Charles-Lamoureux, rue Albert-et-Élisabeth-Dupeyron, rue Berthelot, rue Faugères, rue Louis-Braille. |
| 32 | La Teste-de-Buch           | La Teste-de-Buch       | 35 566                     | 0,81           | 2                           | Arcachon, La Teste-de-Buch. |
| 33 | Villenave-d'Ornon          | Villenave-d'Ornon      | 28 420 + fraction Bègles   |                | 1 + fraction Bègles         | Villenave-d'Ornon. 2° La partie de la commune de Bègles non incluse dans le canton de Talence. |
|    |                            |                        | 1 449 245                  |                | 535                         | |

### Répartition par arrondissement

Carte de la Gironde montrant les cantons situés dans plusieurs arrondissements :

Contrairement à l'ancien découpage où chaque canton était inclus à l'intérieur d'un seul arrondissement, le nouveau découpage territorial s'affranchit des limites des arrondissements. Certains cantons peuvent être composés de communes appartenant à des arrondissements différents. Dans le département de la Gironde, c'est le cas de cinq cantons :
- le canton de l'Entre-deux-Mers (51 communes dans l'arrondissement de Langon et 6 dans l'arrondissement de Bordeaux)
- le canton des Landes des Graves (20 communes dans l'arrondissement de Langon et 5 communes dans l'arrondissement d'Arcachon)
- le canton du Nord-Gironde (24 communes dans l'arrondissement de Blaye et 2 communes dans l'arrondissement de Libourne)
- le canton du Réolais et des Bastides (75 communes dans l'arrondissement de Langon et 14 dans l'arrondissement de Libourne)
- le canton du Sud-Médoc (21 communes dans l'arrondissement de Lesparre-Médoc et 1 commune dans l'arrondissement de Bordeaux)

Le tableau suivant présente la répartition des cantons par arrondissement, avec le nombre de communes ou de fractions de commune :
| N° | Canton                     | Blaye | Bordeaux              | Langon | Lesparre-Médoc | Libourne | Arcachon | Total                 |
| -- | -------------------------- | ----- | --------------------- | ------ | -------------- | -------- | -------- | --------------------- |
| 1  | Andernos-les-Bains         |       |                       |        |                |          | 6        | 6                     |
| 2  | Bordeaux-1                 |       | fraction Bordeaux     |        |                |          |          | fraction Bordeaux     |
| 3  | Bordeaux-2                 |       | fraction Bordeaux     |        |                |          |          | fraction Bordeaux     |
| 4  | Bordeaux-3                 |       | fraction Bordeaux     |        |                |          |          | fraction Bordeaux     |
| 5  | Bordeaux-4                 |       | fraction Bordeaux     |        |                |          |          | fraction Bordeaux     |
| 6  | Bordeaux-5                 |       | fraction Bordeaux     |        |                |          |          | fraction Bordeaux     |
| 7  | Le Bouscat                 |       | 2                     |        |                |          |          | 2                     |
| 8  | La Brède                   |       | 13                    |        |                |          |          | 13                    |
| 9  | Cenon                      |       | 3                     |        |                |          |          | 3                     |
| 10 | Les Coteaux de Dordogne    |       |                       |        |                | 51       |          | 51                    |
| 11 | Créon                      |       | 23                    |        |                |          |          | 23                    |
| 12 | L'Entre-deux-Mers          |       | 6                     | 50     |                |          |          | 56                    |
| 13 | L'Estuaire                 | 38    |                       |        |                |          |          | 38                    |
| 14 | Gujan-Mestras              |       |                       |        |                |          | 4        | 4                     |
| 15 | Les Landes des Graves      |       |                       | 20     |                |          | 5        | 25                    |
| 16 | Le Libournais-Fronsadais   |       |                       |        |                | 24       |          | 24                    |
| 17 | Lormont                    |       | 5                     |        |                |          |          | 5                     |
| 18 | Mérignac-1                 |       | 1 + fraction Mérignac |        |                |          |          | 1 + fraction Mérignac |
| 19 | Mérignac-2                 |       | 2 + fraction Mérignac |        |                |          |          | 2 + fraction Mérignac |
| 20 | Le Nord-Gironde            | 24    |                       |        |                | 2        |          | 26                    |
| 21 | Le Nord-Libournais         |       |                       |        |                | 38       |          | 38                    |
| 22 | Le Nord-Médoc              |       |                       |        | 28             |          |          | 28                    |
| 23 | Pessac-1                   |       | 2 + fraction Pessac   |        |                |          |          | 2 + fraction Pessac   |
| 24 | Pessac-2                   |       | 1 + fraction Pessac   |        |                |          |          | 1 + fraction Pessac   |
| 25 | Les Portes du Médoc        |       | 5                     |        |                |          |          | 5                     |
| 26 | La Presqu'île              |       | 9                     |        |                |          |          | 9                     |
| 27 | Le Réolais et Les Bastides |       |                       | 75     |                | 14       |          | 89                    |
| 28 | Saint-Médard-en-Jalles     |       | 3                     |        |                |          |          | 3                     |
| 29 | Le Sud-Gironde             |       |                       | 50     |                |          |          | 50                    |
| 30 | Le Sud-Médoc               |       | 1                     |        | 21             |          |          | 22                    |
| 31 | Talence                    |       | 1 + fraction Bègles   |        |                |          |          | 1 + fraction Bègles   |
| 32 | La Teste-de-Buch           |       |                       |        |                |          | 2        | 2                     |
| 33 | Villenave-d'Ornon          |       | 1 + fraction Bègles   |        |                |          |          | 1 + fraction Bègles   |
|    |                            | 62    | 82                    | 195    | 49             | 129      | 17       | 534                   |

## Homonymies
- l'ancien canton de Saint-Savin a un homonyme exact dans le département de la Vienne ;
- l'arrondissement et le canton de Langon n'ont pas d'homonymes, mais la commune chef-lieu a deux homonymes ;
- les cantons de Créon, Mérignac-1, Mérignac-2 et les anciens cantons de Blanquefort, Branne, Cadillac, Floirac, Fronsac Grignols, Monségur et Pujols n'ont pas d'homonymes, mais chacune des communes chefs-lieux a des homonymes exacts et éventuellement partiels ;
- les anciens cantons de Bourg, Lussac et Saint-Symphorien n'ont pas d'homonymes exacts, mais des homonymes partiels (tandis que leurs communes chefs-lieux ont soit des homonymes exacts, soit partiels).